# Geschriebenstein
Geschriebenstein (ungerska: Írott-kő) är ett berg beläget på gränsen mellan Ungern och Österrike.   Det ligger på ungerska sidan i provinsen Vas i regionen Västra Transdanubien samt på österrikiska sidan i distriktet Oberwart i förbundslandet Burgenland, i den östra delen av landet, 100 km söder om huvudstaden Wien. Toppen på Geschriebenstein är 884 meter över havet, eller 406 meter över den omgivande terrängen. Bredden vid basen är 16,7 km. Geschriebenstein är den högsta punkten i bergskedjan Günser Gebirge. Berget är också högsta punkten i både Burgenland och Transdanubien. Den del av Geschriebenstein som ligger i Österrike når 879 meter över havet.
Det finns ett utsiktstorn på berget, byggt 1913. Det är beläget på gränsen mellan de två länderna och det finns en gränssten inne i tornet.
Terrängen runt Geschriebenstein är huvudsakligen lite kuperad. Geschriebenstein är den högsta punkten i trakten. Närmaste större samhälle är Rechnitz, 5,4 km söder om Geschriebenstein. 
I omgivningarna runt Geschriebenstein växer i huvudsak blandskog. Runt Geschriebenstein är det ganska tätbefolkat, med 60 invånare per kvadratkilometer.